# Lista negra peronista

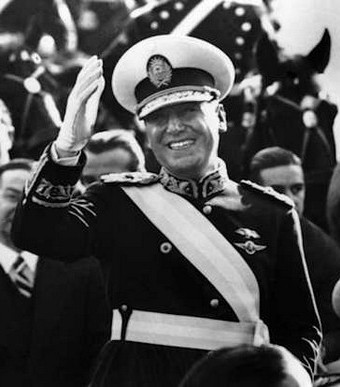
Juan Domingo Perón.

Se conoció como la lista negra peronista a todos los artistas y famosos que tuvieron restringido el ejercicio de su vocación por ser opositores ideológicos del Primer gobierno de Perón (1946 - 1955), sobre todo en su primer mandato, con la participación activa de la reconocida Eva Perón.

## Resumen general
Las prohibiciones que impedían actuar a los artistas eran de dos tipos según su origen: uno estaba vinculado a Eva Perón y correspondía a quienes habrían incurrido en antiguas humillaciones o desplantes o en situaciones de “rivalidades” laborales o sentimentales; en este grupo estaban los casos de Libertad Lamarque, Inés Edmonson y Nelly Ayllón. Niní Marshall fue incluida por la propia mano de Eva Perón.
El 14 de septiembre de 1947 se estrenó, con gran repercusión de público, en el Teatro Astral, la obra producida y dirigida por Luis Sandrini Prontuario; el 6 de noviembre la empresa anunció la suspensión temporaria de las representaciones aduciendo razones técnicas y al día siguiente el diario La Nación anunció que habían dejado de pertenecer al elenco María Rosa Gallo, Orestes Caviglia, Camilo Da Passano, Claudio Martino, Alberto de Mendoza y Agustín Barrios. María Rosa Gallo explicó al respecto: 

Yo trabajaba en el Presidente Alvear, en Prontuario, cuyo empresario y productor era Luis Sandrini. Empezó a circular por todos los teatros de Buenos Aires una nota de adhesión a Perón y a Eva Perón. Ni mi marido (Camilo da Passano) ni Orestes Caviglia ni yo quisimos firmar. Entonces, no pudimos seguir con la obra ni conseguimos trabajar en otra. No tuve más remedio que irme del país. De Buenos Aires me fui a Chile a hacer una temporada con la misma obra y además para hacer tiempo y poder embarcarme a Italia, porque ya lo habíamos decidido.
María Rosa Gallo

Durante la época en las que gobernaba Juan Domingo Perón, el gobierno manejaba todas las radios y casi todos los periódicos y medios de prensa, acabando casi con toda la libertad de prensa. Muchos de los artistas incluidos en las listas negras se vieron forzados a ausentarse un tiempo de la vocación actoral, trabajando de manera clandestina o simplemente radicándose fuera del país. Es decir, no eran contratadas por los empresarios privados.

## Personas en la lista
Entre los famosos que se encontraban en la lista estaban:
- Libertad Lamarque (1908 - 2000): Compañera y rival de Duarte, debido a su gran popularidad como diva nacional. En su autobiografía, Lamarque expresó que a partir de la asunción de Perón a la presidencia de Argentina en 1946, no recibió más contratos para trabajar en el país, lo cual atribuyó a su relación conflictiva con la actriz Eva Duarte.[8]
- Niní Marshall (1903 - 1996): Fue prohibida por una enemistad con la actriz Fanny Navarro, quien mantenía un romance clandestino con Juan Duarte. Según la película biográfica Ay, Juancito, dirigida por Héctor Olivera, Navarro le cuenta a Eva Perón que la actriz la imitaba burlándose de ella en uno de sus sketch, lo que le provocó una gran molestia. Ángel Mentasti le transmitió a Marshall que debían cancelar todos los proyectos que la convocaban por un pedido expreso de la primera dama Eva Perón.[9] En sus memorias, Marshall relató que ante esa situación decidió pedir una audiencia con el presidente Perón:

«En busca de razones solicité una entrevista al presidente de la Nación y me contestaron que me recibiría en la Casa de Gobierno su secretario privado Juan Duarte, ¡mi antiguo admirador! Tres veces fui a la audiencia acordada y en ninguna de las dos primeras me recibió. En la tercera... tras dos horas de amansadora, en una amplia antesala con mucha otra gente alrededor, salió el secretario del secretario del Presidente y en voz alta gritó: "Señora, dice el señor Duarte que se acuerde cuando en una fiesta de pitucos, vestida de prostituta, imitó a su hermana Eva"».

- Arsenio Mármol (1901 - 1956): En la década de 1940 sufrió la censura por parte de Eva Duarte, quien intentó desplazar su programa Estampas porteñas para ocuparlo con un radioteatro suyo. Inmediatamente, Mármol habló con el coronel Juan Domingo Perón y lo repuso.[12]
- Orestes Caviglia (1893 - 1971): En octubre de 1950 se encontraba representando en el Teatro Astral la obra Prontuario, una pieza estadounidense que Kirk Douglas llevó al cine como Antesala del infierno, cuando llegó una nota de la Subsecretaría de Informaciones de la Presidencia, firmada por Raúl Apold, pidiendo la adhesión "espontánea" del elenco al régimen nacionalista de Perón.[13] Caviglia estuvo entre quienes se negaron a firmarla, por lo que ingresó en la lista de opositores al gobierno, a los que se les cerraban las fuentes de trabajo, y debió exiliarse en Montevideo, desde donde viajaba disfrazado a Buenos Aires para ver a su nieta.[13]
- Arturo García Buhr: Este primer actor tuvo que exiliarse en Europa por negarse a trabajar en una propaganda del gobierno peronista. Lo acompañó su mujer, la actriz y vedette Aída Olivier. Regresaron a la Argentina luego del golpe de Estado de 1955.[14]
- Félix Luna (1925-2009): Historiador argentino, fue torturado y sometido a la picana eléctrica en una comisaría de Boulogne.[15]
- Inés Edmonson (1919 - 2016): Pudo deberse al enfrentamiento entre Eva Duarte con la joven actriz, a la que había desplazado en sus amores con el editor Emilio Kartulovich.[11]
- Nelly Ayllón (1919 - presente): Tuvo una reconocida rivalidad y antipatía con Eva Duarte mientras integraban la compañía de Pierina Dealessi en la década de 1930. Ayllón la abofeteó fuertemente en el camarín tras varios celos que incluían al empresario teatral Rafael Firtuoso.[16]
- Augusto Bonardo: El periodista, conductor y locutor tuvo que exiliarse un tiempo a Uruguay luego de ser proscrito por el peronismo desde 1951 y durante cuatro años. El 16 de septiembre de 1955, El espectador recibió y emitió un cable muy escueto: "Renunció Perón". Bonardo, "pidió la oportunidad de leer ese cable frente a micrófonos" y lo hizo. Cuando entrevistó al diputado Juan Luco se refirió al mandatario como "ese hombre".
- Ulyses Petit de Murat: El periodista, poeta y dramaturgo estuvo exiliado en México por razones políticas entre 1951 y 1958.[17]
- Tulio Demicheli (1914 - 1992): El director y guionista de cine debió exiliarse debido a conflictos ideológicos con el gobierno peronista. En 1987 filmó la película El misterio de Eva Perón, un documental de montaje que incluye el realizado en colores sobre los funerales de Eva Duarte de Perón.[14]
- Alberto de Zavalía (1911 - 1988): El guionista, director y productor de cine argentino debió exiliarse a México durante la presidencia peronista debido a cuestiones políticas.[14]
- Delia Garcés (1919 - 2001): La notable actriz argentina debió exiliarse junto a su esposo, Alberto de Zavalía, debido a los problemas que mantenía éste con Perón. En el año 1951 comienza una gira por Latinoamérica -junto a su esposo- con una compañía teatral, instalándose en 1956 en México. También estuvo trabajando en España y Francia, con reconocido éxito.[14]
- Mirtha Legrand (1927-presente) y Daniel Tinayre (1910-1994): Cuando Tinayre dirigió a la actriz Fanny Navarro en la película Deshonra, debió cortar varias escenas que según él no la favorecían a la actriz. Tras el enojo de Navarro por lo que hizo, lo acusó a las autoridades de ser antiperonista. Debido a ello debió exiliarse junto con su esposa, Mirtha Legrand, dos años en el exterior.
- Hugo Fregonese (1908 - 1987): El director cinematográfico se exilió en Estados Unidos por su incompatibilidad ideológica con el gobierno de turno. Volvió recién en 1971.[14]
- Pepe Arias (1900 - 1967): La actriz y cantante Tita Merello le solicitó expresamente a Lucas Demare que el cómico Arias fuera el coprotagonista de su próxima película, Mercado de abasto (1955), a pesar de la prohibición de actuar que el actor había recibido por parte del gobierno de Perón.[18]

- Graciela Lecube (1925 - presente): La actriz y escritora estuvo en el puesto N° 18 de la lista negra impuesta por Eva Perón, debido a varias razones, la primera es que era hija de judíos, la segunda que le molestó que la reemplazara en una audición que hizo en Radio Belgrano, ya que leía muy bien,[19] y la tercera es que fue nombrada "la hija de la marina", y la marina quiso eliminar a J. D. Péron durante su encarcelamiento. Tuvo que renunciar a sus contratos radiales, a la obra que hacía en el Teatro Astral y a sus películas, entre ellas, La novia de la marina, un guion escrito para ella. Tuvo 45 años de ausencias en el país, en los cuales se dedicó exclusivamente al narrado y poesías.[20]
- María Duval (1926 - 2022): La actriz de importantes películas durante la época de oro del cine argentino debió dejar su carrera a principios de los años 50 debido a las dificultades para trabajar que se presentaron.
- Rodolfo Aráoz Alfaro (1901 - 1968): El abogado que militó en el Partido Comunista tuvo que exiliarse al Uruguay debido a las reiteradas detenciones sin proceso durante el gobierno de Juan Domingo Perón.[21]
- María Esther Duckse (1901 - 1981): La actriz uruguaya nacionalizada argentina estuvo varios años sin trabajar por haber sido vetada por el régimen de J. D. Perón y retornó al escenario en el Circo Teatro Arena de Francisco Petrone, su gran amigo.[22]
- Ken Hamilton: El pianista y director de jazz fue prohibido por el gobierno de J. D. Perón en 1951, debiendo cesar las actividades de la orquesta que dirigía en aquel momento.[23]
- Osvaldo Pugliese (1905 - 1995): El director, compositor y músico debió suspender sus actividades artísticas durante la mitad de la década de 1950, debido a que era comunista.[24]
- Arturo Sampay (1911 - 1977): Fue un jurista, constitucionalista y docente argentino, conocido como el ideólogo de la Constitución Argentina de 1949 y padre del constitucionalismo social en la Argentina. En 1952, Domingo Mercante, cuya posición se había deteriorado dentro del peronismo a raíz de versiones que le atribuían aspiraciones a suceder a Perón, fue desplazado de la vida pública con el visto bueno del propio Perón; a ello se sumó en 1954 el conflicto del gobierno con la Iglesia Católica.
- Luisa Vehil (1912 - 1991): La carrera de la actriz uruguaya se vio limitada tras haber integrado en 1946 la lista de la Agrupación de Actores Democráticos, que apoyó a la coalición electoral denominada "Unión Democrática" frente a la fórmula que llevaría al gobierno peronista. En esos años hizo giras en Europa y América.[25]
- Lydia Lamaison (1914 - 2012): La actriz  que integró "La Agrupación de Actores Democráticos" en pleno gobierno de Perón, tuvo su largo período de inactividad durante la duración del mismo.
- Irma Córdoba (1913 - 2008): Su carrera como actriz se vio limitada durante el peronismo, como las de Paulina Singerman, Luisa Vehil y Niní Gambier, entre otras.[26]
- Niní Gambier (1916 - 1999): La primera actriz, luego de casarse con el diplomático Juan Pedro Vignale, e impulsada por desavenencias políticas, se radicó en Venezuela hasta la caída del gobierno de Perón.
- Jorge Paz (1919 - 2003): Periodista, abogado y locutor argentino, fue perseguido por los partidarios peronistas debido a su tendencia radical frondiziana.[17]
- Amelia Bence (1914 - 2016): La actriz formó parte de la lista luego de que un periodista de El hogar realizara una elogiosa crítica sobre una obra que realizaba y el matrimonio Bence-Closas, provocando la indignación, dijeron en la época de Eva Duarte de Perón que los consideraba enemigos. Eva Perón obligó al periodista a negar lo que había firmado. Debido a ello se exilió un tiempo en México junto a su entonces marido, Alberto Closas.[27]
- Atahualpa Yupanqui (1908 - 1992): Durante su faceta integradora del Partido Comunista fue humillado y agredido a tal punto de que partidarios del Partido Justicialista violentaron su casa, le lesionaron los dedos de su mano derecha para que no tocara más su guitarra y luego fue detenido. En 1952, Yupanqui abandonó dicho partido político para dedicarse a su vida artística.[28]
- Astor Piazzolla (1921 - 1993): De padres peronistas, su postura opositora marcó un movimiento cultural en pleno apogeo del gobierno de turno. Llegó a ser prohibido, censurado y exiliado durante un breve tiempo. Estudió en París y luego regresó a la Argentina en 1955.
- Ernesto Sabato (1911 - 2011): Físico, ensayista, novelista e investigador argentino, se le revoco su cátedra universitaria a causa de un artículo en contra del gobierno de Perón.
- Pedro López Lagar (1899 - 1977): El primer actor de origen español, tuvo que exiliarse un tiempo en México, donde figuró en algunas películas, tras ser prohibido por el régimen de J. D. Perón.[14]

Hay muchos actores que por la simpatía de Eva Perón hacia ellos o por la ayuda de su hermano, no fueron afectados y tuvieron varias oportunidades en el medio radial, teatral y cinematográfico, entre ellos, Américo Acosta Machado, Pedro Quartucci, Sabina Olmos, Elina Colomer, Fanny Navarro, Maruja Montes, Paco Jamandreu, Juanita Larrauri, Marcos Zucker, Lucía Barausse, Pablo Racioppi, Luis Sandrini, Iris Marga, Carmen Vidal, Dringue Farías, entre muchos otros. Muchos actores de esta lista regresaron al país luego de ser derrocado el gobierno en 1955 y otros optaron por formar una nueva carrera en el exterior.
Las listas negras peronistas tuvieron como contrapartida las listas negras antiperonistas creadas durante la Revolución Libertadora, mediante las cuales se persiguieron artistas, deportistas, intelectuales y ciudadanos en general por sus simpatías con el peronismo.